# 比兰德拉·辛格·亚达夫
比兰德拉·辛格·亚达夫（英語：Birender Singh Yadav），印度外交官，曾任印度駐伊拉克大使、印度駐加納高級專員兼駐塞拉利昂、布基納法索和多哥。

## 经历
2016年8月10日，被任命爲印度駐加納高級專員。2016年至2019年，任印度駐加納高級專員，兼駐塞拉利昂、布基納法索和多哥。
2019年10月25日，被任命为印度驻伊拉克大使。2020年1月9日，抵達巴格達。擔任該職務至2021年7月。